# Wybory parlamentarne w Autonomii Palestyńskiej w 2006 roku

Flaga Autonomii Palestyńskiej

Wybory parlamentarne w Autonomii Palestyńskiej miały miejsce 25 stycznia 2006 roku. 4 miliony Palestyńczyków wybierało deputowanych do Rady Legislacyjnej spośród 6 partii i komitetów wyborczych oraz kandydatów niezależnych. Wybory były przeprowadzone na Zachodnim Brzegu, Gazie oraz dzięki wyjątkowemu gestowi Izraela także we wschodniej Jerozolimie. Były to pierwsze od 10 lat wybory parlamentarne w Autonomii Palestyńskiej.

## Przed wyborami

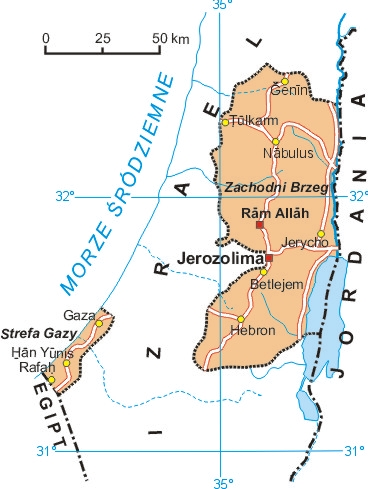
Mapa Autonomii Palestyńskiej

Kampania wyborcza rozpoczęła się 3 stycznia 2006. Fatah dał jej początek urządzając wiec przed grobem założyciela organizacji, Jasira Arafata w Ramallah na Zachodnim Brzegu. Hamas natomiast zwołał manifestację przed domem zabitego przez Izraelczyków założyciela organizacji, szejka Ahmada Jasina w Gazie. Radykałowie głosili hasła walki z Izraelem oraz likwidacji korupcji.
W trakcie trwania kampanii wyborczej dochodziło do wielu incydentów. Izraelskie siły bezpieczeństwa zabiły Thabeta Ajjadeha – jednego z liderów Hamasu, dokonały także aresztowania 18 poszukiwanych bojowników. Doszło do znacznej eskalacji przemocy w Gazie. Skrajne ugrupowania palestyńskie odmówiły wydania broni. W obozie uchodźców Dżabalija, w Rafah i w innych miejscach w rywalizacji o panowanie nad meczetami starli się ze sobą członkowie Hamasu i Islamskiego Dżihadu. Ugrupowania miały na celu opanowanie meczetów traktując je jako trybuny propagandy. W Strefie Gazy dochodzi też do napaści na biura wyborcze, potyczki skrajnych bojówek z palestyńską policją, porwania obcokrajowców oraz do zbrojnych starć między arabskimi klanami. Bojownicy Hamasu organizowali w miastach i obozach uchodźców liczne demonstracje siły, aby przekonać do głosowania na listy ich ugrupowania.
Palestyńczycy mieszkający we wschodniej Jerozolimie mogli głosować w urzędach pocztowych, albo w lokalach wyborczych w sąsiednich miejscowościach. Izrael nie zezwolił na głosowanie na radykalny Hamas, ani na przeprowadzenie kampanii przedwyborczej przez tę organizację.

## Po wyborach
Międzynarodowi obserwatorzy m.in. z ramienia UE stwierdzili że wybory całkowicie spełniają wymogi konieczne do uznania je za demokratyczne.
Ku zaskoczeniu środowiska międzynarodowego wybory wygrał Hamas. Rząd Autonomii Palestyńskiej podał się do dymisji. Premier Ahmad Kuraj oświadczył, że następny rząd będzie tworzony przez Hamas. Tak też się stało, gdy 29 marca 2006 roku jeden z liderów Hamasu, Isma’il Hanijja, oficjalnie objął urząd premiera. Jego partyjny kolega Aziz ad-Duwajk został przewodniczącym parlamentu.
Wynik wyborów spowodował poważne reperkusje międzynarodowe. Hamas utrzymał swoją ideologię głoszącą konieczność zniszczenia Izraela. Efektem tego było przerwanie dostaw pomocy humanitarnej przez UE i Stany Zjednoczone do Palestyny.
| Partie                                            | Procent głosów | Ilość zdobytych mandatów |
| ------------------------------------------------- | -------------- | ------------------------ |
| Islamski Ruch Oporu – al-Hamas                    | 44,45%         | 74                       |
| Palestyński Ruch Wyzwolenia Narodowego – al-Fatah | 41,43%         | 45                       |
| Ludowy Front Wyzwolenia Palestyny                 | 4,25%          | 3                        |
| Alternatywa al-Badeel                             | 2,92%          | 2                        |
| Palestyńska Inicjatywa Narodowa                   | 2,72%          | 2                        |
| Trzecia Droga                                     | 2,41%          | 2                        |
| niezależni                                        | 1,82%          | 4                        |

## Lista deputowanych
| Partia                                                 | Posłowie |
| Islamski Ruch Oporu – al-Hamas (74)                    | Khalid Dwayb, Mahmud al-Khatib, 'Abd al-Rahman al-Jamal, Salam Salameh, Sa'id Siyam, Ahmad Bahar, Khalil al-Hiya, Muhammad Faraj al-Ghul, Jamal Salih, Nayif Rajub, Samir al-Kadi, Aziz ad-Duwajk, Azzam Salhab, Muhammad Abu Jhesheh, Nizar Ramadan, Hatim Kafishe, Basim Za'rir, Muhammad al-Til, Yusuf al-Shrafi, Mushir al-Habil, Muhammad Abid Hadi Shihab, 'Atif 'Udwan, Ismail al-Ashqar, Khalid Yahya, Khalid Abu Hasan, Ibrahim Abu Salim, Muhammad Tutah, Wa'il al-Husayni, Ahmad Attun, Yunis al-Astal, Salah al-Bardawil, Khamis Najjar, Ahmad Ahmad, Hamid Kdayr, Riyad 'Amla, Husni Burini Yasin, Dawud Abu Sayr, Hasan Dar Khalil, Fadil Fadil Hamdan, Ahmad Mubarak, Mahmud Muslih, Nasir 'Abd al-Jawwad, Khalid Abu Tu'as, 'Abd al-Rahman Zaydan, Riyad Raddad, Isma’il Hanijja, Muhammad Mahmud Hasan, Jamila Abdallah Taha al-Shanti, Muhammad Jamal Ala' al-Din, Yasir Da'ud Sulayman Mansur, Khalil Musa Khalil Raba'i, Huda Na'im Muhammad Qrenawi, Mahmud Ahmad 'Abd al-Rahman Ramahi, Mahmud Khalid al-Zahhar, 'Abd al-Fattah Hasan 'Abd al-Rahman Dukhan, Ibrahim Muhammad Salih, Miryam Mahmud Hasan Salih, Fathi Muhammad Ali Qar'awi, Anwar Muhammad 'Abd al-Rahman al-Zbun, Imad Mahmud Rajih Nufal, 'Umar Mahmud Matar Matar, Muna Salim Salih Mansur, Yahya 'Abd al-Aziz al-Abadsa, Muhammad Mahir Yusif Badr, Ayman Husayn Daragmeh, Fathi Ahmad Hmad, Maryam Muhammed Farahat, Sayyid Salim Abu Musameh, Marwan Muhammad Abu Ras, Samira Abdullah Halaykah, Jamal Ismail Iskaik, Ali Salim Romanin, Ahmad Yusuf Abu Halabiyya, 'Abd Al-Jabr Mustafa Fukaha |
| Palestyński Ruch Wyzwolenia Narodowego – al-Fatah (45) | Fu’ad Kakali, Fayiz Saqqa, Ahmad Abu Holi, Azzam al-Ahmad, Shami Shami, Sa'ib Urajkat, Imil Jarjoui, Ivivian Sabella, Muhammad Dahlan, Sufyan al-Agha, Mahmoud Aloul, Walid Assaf, Ahmad Shraym, Muhammad Hijazi, Ashraf Juma', Radwan al-Akhras, Muhib Salame, Marwan Hasib Husajn al-Barghusi, Muhammad Ibrahim Abu Ali Yata, Intisar Mustafa Mahmud al-Wazir, Nabil Ali Rashid Sha'th, Hakam 'Umar As’ad Bal'awi, Abdullah Muhammad Ibrahim Abdullah, Najat 'Umar Sadiq Abu Bakir, Raja'i Mahmud Sulieman Barakah, Ibrahim Ali Ibrahim al-Masdar, Rabiha Thi'ab Husayn Hamdan, Muhammad Khalil Khalil al-Lahham, Jamal Muhammad Abu al-Rub, Sahar Fahad Da'ud al-Qawasmi, Majid Muhammad Shammaleh, Faysal Muhammad Ali Abu Shahla, Issa Ahmad 'Abd al-Hamid Qaraqi', Siham Adil Yusif Thabit, Nasir Jamil Muhammad Jum'a, Ala' al-Din Muhammad Yaghi, 'Abd al-Rahim Mahmud Burham, Jamal 'Abd al-Hamid Muhammad al-Ha, Najat Ahmad Ali al-Astal, Jihad Muhammad Tamliya, Jihad Awadallah Hamad Abu Znaid, Akram Muhammad Ali al-Haymuni, Jamal Mustafa Issa Hwail, Na'imah Muhammad Issa al-Shaykh Ali, 'Abd al-Hamid Jum'a Yusif al-Ayla |
| Ludowy Front Wyzwolenia Palestyny (3)                  | Ahmad Sa’adat Yusif 'Abd al-Rasul, Jamil Muhammad Ismail al-Majdalawi, Khalida Kan'an Muhammad Jarrar |
| Alternatywa al-Badeel (2)                              | Qais Kamil 'Abd al-Karim Khadir, Bassam Ahmad 'Umar Salhi |
| Palestyńska Inicjatywa Narodowa (2)                    | Mustafa Kamil Mustafa al-Barghusi, Rawya Rashad Sa'id al-Shawwa |
| Trzecia Droga (2)                                      | Salam Khalid Abdullah Fayyad, Hanan Da'ud Khalil 'Ashrawi |
| niezależni (4)                                         | Jamal al-Khudari, Ziyad Abu Amr, Husam al-Tawil, Hasan 'Abd al-Fattah Khraysha |